# Фриши
Фриши (нем. Frisch) — дворянский род.
Согласно официальным документам, происходят из Германии, однако, по семейному преданию, отдалённый предок Фришей был шведом, носившим фамилию Фришлинг.
Первый известный представитель рода в России — Карл Иванович (Карл Густав) (? — после 1796), надворный советник (1793); секретарь Рижского почт-директора (1770-81), почтмейстер в г. Дерпт (с 1781), был женат (с 1770) на Марии, урожденной Гермут.
Их сын — Василий Карлович (Август Вильгельм) (177 9— после 1854), статский советник (1848), участник заграничных походов русской армии 1813—1814, начальник Рижской таможни, директор (1830—1848) и старший директор (с 1848) Рижской конторы Государственного коммерческого банка. Он был женат на Марии Владимировне (Мария Амалия), урожденной Бриммер.
- Их сын Владимир Васильевич (Вольдемар) (1824—1890), тайный советник (1868), окончил Училище правоведения (1844), служил в Пензе, Воронеже, товарищ председателя, затем председатель 2-го департамента С.-Петербургской гражданской палаты (с кон. 1840-х гг.), председатель С.-Петербургского коммерческого суда (1860—1866), департамента С.-Петербургской судебной палаты (1866-68), сенатор (1868), присутствовал в Кассационном (1868-72) и во 2-м (1872-90) департаментах Сената, президент Церковного совета евангелическо-лютеранской общины Св. Петра в С.-Петербурге (1879-84), был женат на Софии Фридерике, урожденной Шерцер.
  - его сын Эдуард Владимирович (1855—1918), тайный советник (1914), с 1880 на службе в Сенате, к 1915 товарищ обер-прокурора 1-го департамента Сената, член Консультации при министре юстиции, сенатор (с 1916), был женат на Марии Владимировне, урожденной Башкировой († 1939).
    - их сын Фриш, Сергей Эдуардович (1899—1977), физик, член-корреспондент АН СССР.
- другой их сын Фриш, Эдуард Васильевич (Эдуард Вильгельм) (1833—1907), государственный деятель; действительный тайный советник (1883).
  - его сын Владимир Эдуардович (Вольдемар Август) (1863—1931), российский государственный деятель, шталмейстер (1912).

## Описание герба
Щит скошен слева золотом и чернью. В нем бегущий олень переменных с полями цветов, с червлёными глазами и языком.
Щит увенчан дворянским коронованным шлемом. Нашлемник: возникающий чёрный олень с червлёными глазами и языком. Намёт: чёрный с золотом.
Герб Фриша внесён в Часть 13 Общего гербовника дворянских родов Всероссийской империи, стр. 55.